# Michael Bublé

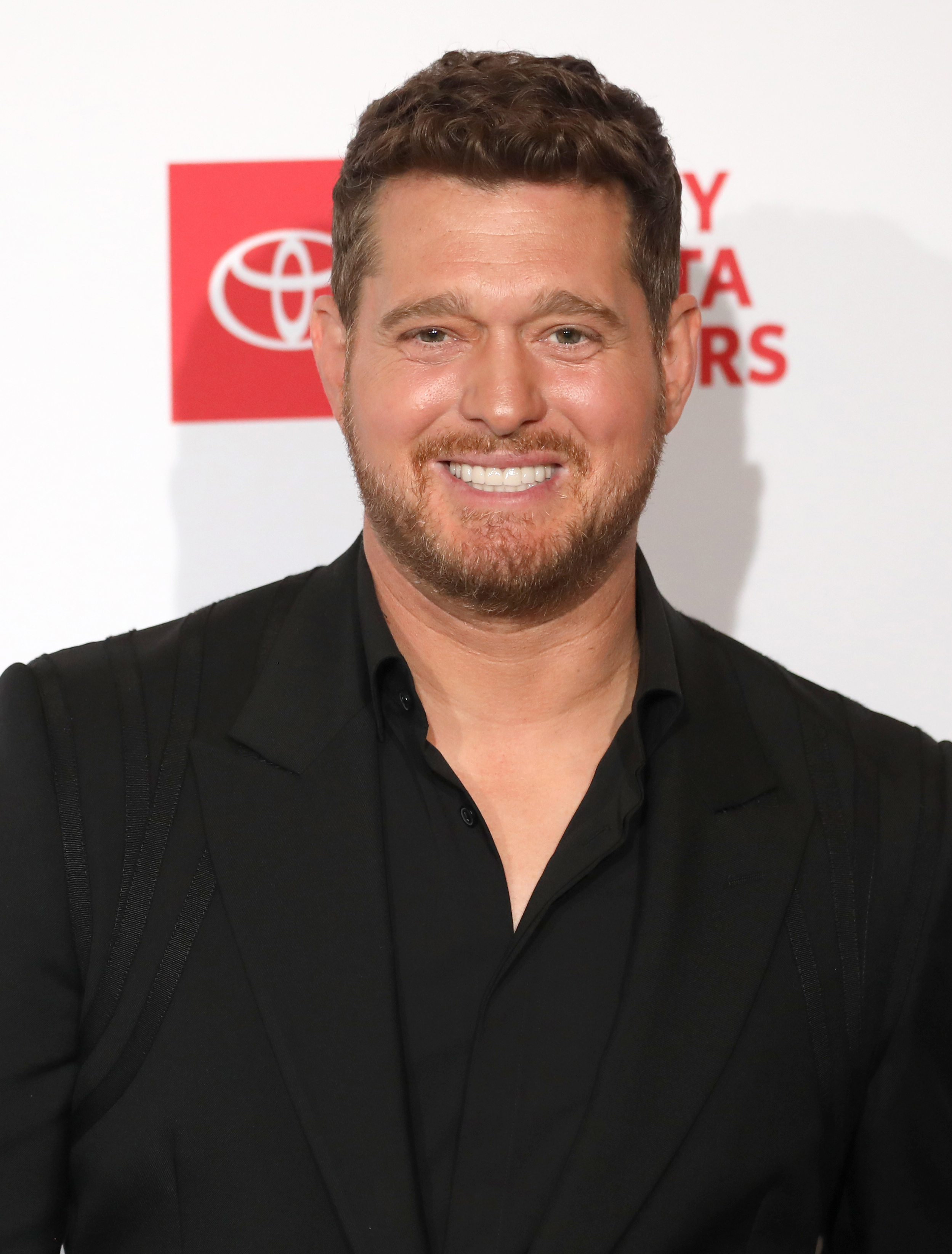
Michael Bublé (2024)

Michael Steven Bublé OC, OBC [maɪ̯kɫ̩.ˈbuː.bleɪ̯] (* 9. September 1975 in Burnaby) ist ein kanadisch-italienischer Sänger. Sein Repertoire beinhaltet neben Jazz auch Pop-Standards und Stücke aus dem Great American Songbook. Die erfolgreichste Veröffentlichung des fünffachen Grammy-Preisträgers ist das Album Christmas. Vier seiner Alben erreichten im Vereinigten Königreich und den USA Platz eins der Charts.

## Biografie

### Frühe Jahre
Michael Bublés Vorfahren sind kroatischer und italienischer Herkunft. Der Name Buble stammt aus Kroatien. Er hat zwei jüngere Schwestern, von denen eine Schauspielerin ist. Bublé wuchs mit der Jazz-Plattensammlung seines Großvaters auf. Auf seiner Website hebt er hervor, welch großen Einfluss sein Großvater auf seinen Musikgeschmack hatte:

„Mein Großvater war wirklich mein bester Freund in meiner Jugend. Er war derjenige, der mir die Tür in eine ganze Welt der Musik öffnete, die anscheinend von meiner Generation komplett übergangen worden ist. Obwohl ich Rock ’n’ Roll sowie moderne Musik mag, passierte etwas Magisches, als mein Großvater mir zum ersten Mal die Mills Brothers vorspielte. Die Texte waren so romantisch, so real … genau so, wie ein Lied für mich sein sollte. Es war, als würde ich meine Zukunft blitzartig vor mir sehen. Ich wollte Sänger werden und ich wusste, dass dies die Art von Musik war, die ich singen wollte.“

Bublés Großvater ermutigte ihn, die Jazzstandards zu erlernen, die er so liebte, und auch an einem Talentwettbewerb in Vancouver teilzunehmen, den er zunächst gewann; jedoch wurde er nachträglich disqualifiziert, da er noch zu jung war. Mit 17 gewann er den ersten Preis in einer kanadischen Jugend-Talentshow.
In den nächsten Jahren konnte Bublé weitere musikalische Erfolge verzeichnen. Er trat als Elvis in einer Red-Rock-Diner-Road-Show auf und sang als ein Star einer Musical-Revue mit dem Titel Forever Swing. Des Weiteren war er in einer Episode von Death Game 1996 zu sehen. Er nahm einige freie Alben auf, davon eines als Geschenk für seinen Großvater. Bublé erhielt zwei Genie Awards 2000 für Songs, die er gemeinsam mit Eric McCormac für den Film Here’s to Life schrieb.

### Durchbruch als Hochzeitssänger (2000–2003)
Bublés Karrieredurchbruch war seine Version von Kurt Weills Mack the Knife auf der Hochzeit von Brian Mulroneys Tochter im Jahr 2000. Mulroney stellte Bublé David Foster, einem mehrfachen Grammy-Gewinner, Produzenten und leitenden Aufnahmeleiter bei Warner Brothers, vor. Foster nahm Bublé in dem Plattenlabel 143 unter Vertrag und begann 2001, mit Bublé ein nach ihm benanntes Album aufzunehmen. Das Album enthält ein Spektrum von Klassikern aus den verschiedensten Epochen inklusive Fever, The Way You Look Tonight, For Once in My Life, Van Morrisons Moondance und Lou Rawls’ You’ll Never Find Another Love Like Mine. Barry Gibb, Mitglied der Bee Gees, sang die Begleitstimme zu Bublés How Can You Mend a Broken Heart.
Das Album wurde Anfang 2003 veröffentlicht und konnte sich früh in den kanadischen Albumcharts platzieren. Chart-Erfolge in den USA, Großbritannien, Australien und anderen Ländern folgten kurz darauf, wodurch das Album Platin erhielt und die Top-10 der Albumcharts in Großbritannien und Kanada erreichte. Des Weiteren führte es die australischen Charts an und erreichte ebenfalls die Top-50 der Billboard 200. Seine Interpretation des Stücks Kissing a Fool von George Michael wurde als Single ausgekoppelt und erreichte die Top-30 der Billboard Adult Contemporary Charts. How You Can Mend a Broken Heart erreichte ebenfalls die Top-30, genauso wie seine dritte Single Sway, im Original von Dean Martin gesungen. Ein Remix des Liedes erreichte im Mai 2004 in Australien die Top-20.
Bublé gewann den Best-New-Talent-Preis der Juno-Awards 2004 und sein nach ihm benanntes Album wurde als Album des Jahres nominiert, verlor jedoch gegen Sam Roberts. Ende 2003 veröffentlichte Bublé die Weihnachts-EP Let It Snow. Diese war zunächst als Bonus der Weihnachts-Edition seines Debüts gedacht. Das Titellied Let It Snow! Let It Snow! Let It Snow! erreichte in Australien die Top-40 der Singlecharts. Er veröffentlichte ein Livealbum und -Video mit dem Titel Come Fly with Me im April 2004, bei dem das Video die Top-10 der Billboard Video Charts erreichte. Das Album erreichte Ende April die australischen Top-50-Albumcharts und die Billboard-Albumcharts.
Bublé trat in einigen Filmen auf, so als ein Karaoke-Sänger in Duets neben Gwyneth Paltrow und Huey Lewis, außerdem 2001 in Totally Blonde und 2003 in The Snow Walker.

### Aufstieg in den Mainstream (2005–2007)
Bublés zweites Album It’s Time wurde ein weiterer großer Erfolg und erreichte weltweit Top-10-Platzierungen in den Charts. In Deutschland stand es auf Platz 2 der Albumcharts. Auch bei diesem Album zeichnete er sich dadurch aus, dass er Klassiker und Standards umarrangierte und neu interpretierte.
Außerdem wurde seine erste Eigenkomposition (zusammen mit David Fosters Tochter Amy Foster-Gillies und Alan Chang) Home ein weltweiter Hit. Die Musiker waren erfahrene Studiomusiker wie Gitarrist Dean Parks, der bereits mit Steely Dan und Paul Simon gearbeitet hat, und Jazzer wie der israelische Pianist Tamir Handelman. Auch Fosters Stiefsohn Brandon Jenner ist vertreten (Save the Last Dance for Me). In den Studioversionen spielt in der Regel David Foster selbst Klavier oder auch Bass, auf den Tourneen und Konzerten Alan Chang. Die Arrangements sind meistens für Big Band und Streicher geschrieben. Von It’s Time wurde zunächst Home als Single ausgekoppelt, später auch Feeling Good und schließlich Save the Last Dance for Me. Mit Caught in the Act folgte 2005 ein Livealbum mit der Sonderzulage des Konzertmitschnitts auf DVD.

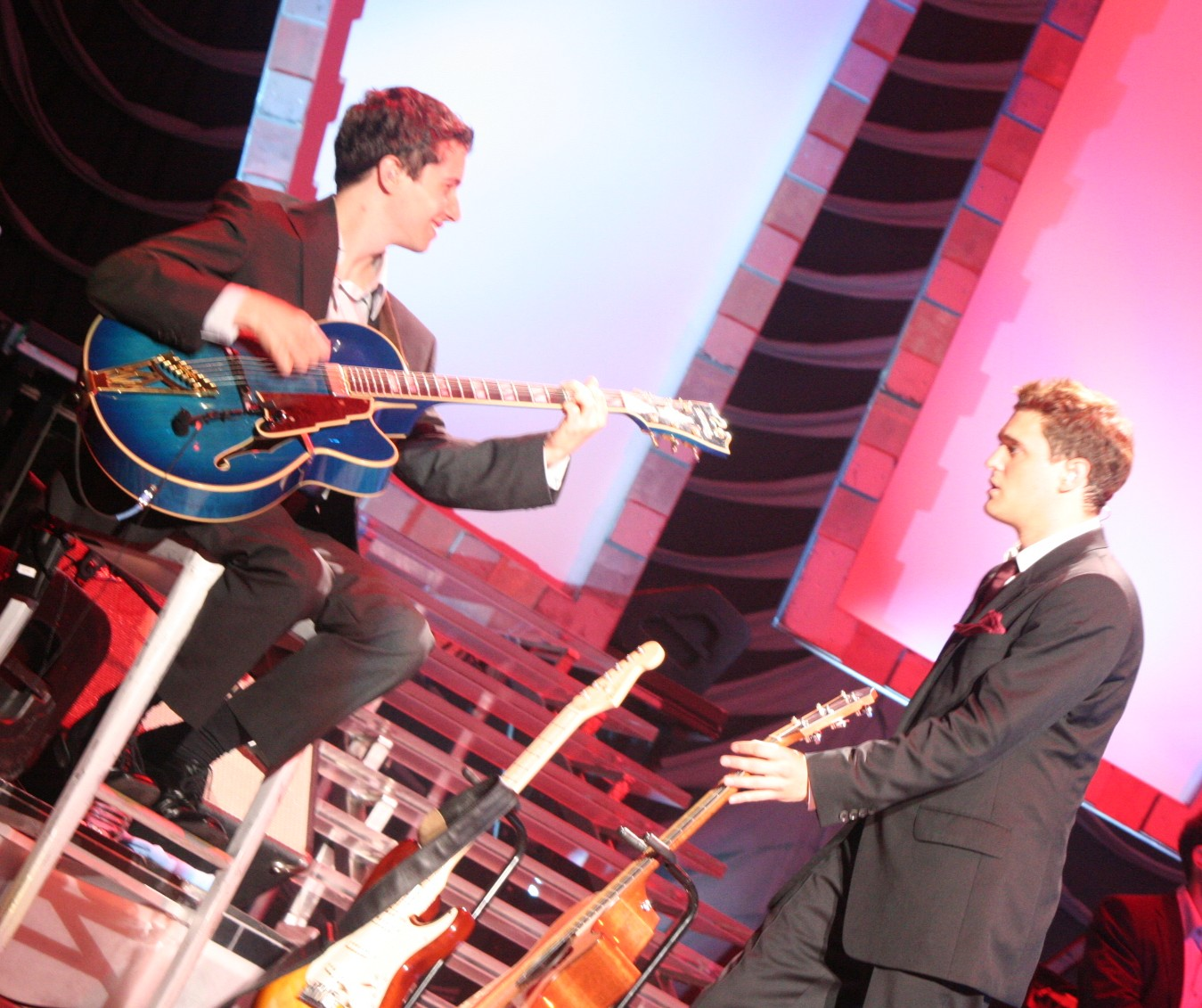
Michael Bublé und Randy Napoleon in Los Angeles (2008)

### Call Me Irresponsible(2007–2009)
Für sein drittes Studioalbum Call Me Irresponsible (2007) wählte Bublé weitere Swing- und Jazztitel aus, es enthält auch zwei neue poppige Eigenkompositionen und Duette mit Boyz II Men sowie Ivan Lins. Als erste Single wurde im Frühjahr 2007 Everything ausgekoppelt, Anfang November 2007 erschien Lost im Handel. Beide Lieder sind keine Coverversionen. Außerdem wurden Me and Mrs. Jones, Comin’ Home Baby und einige Remixe des Pink-Panther-Klassikers It Had Better Be Tonight als Single ausgekoppelt. Die Live-CD Meets Madison Square Garden enthält Live-Versionen von sechs Titeln aus diesem Album. Sie wurde bei den Grammy Awards 2010 in der Kategorie Best Traditional Pop Vocal Album ausgezeichnet.

### Crazy Love(2009)
Im August 2009 veröffentlichte Bublé die Eigenkomposition Haven’t Met You Yet als Vorabsingle seines Albums Crazy Love, das im Oktober auf den Markt kam. Das Album enthält 12 Titel, von denen mit Hold On ein weiteres Lied von Bublé (zusammen mit Amy Foster und Alan Chang) geschrieben wurde. Auf All I Do Is Dream of You und Stardust singt er mit Naturally 7, einer A-cappella-Gruppe, die Bublé bereits auf seiner Tour begleitet hatte. Baby (You’ve Got What It Takes) interpretiert er zusammen mit Sharon Jones und den Dap-Kings. Mit dem Album gewann er bei den Grammy Awards 2011 zum dritten Mal die Auszeichnung für das Best Traditional Pop Vocal Album.

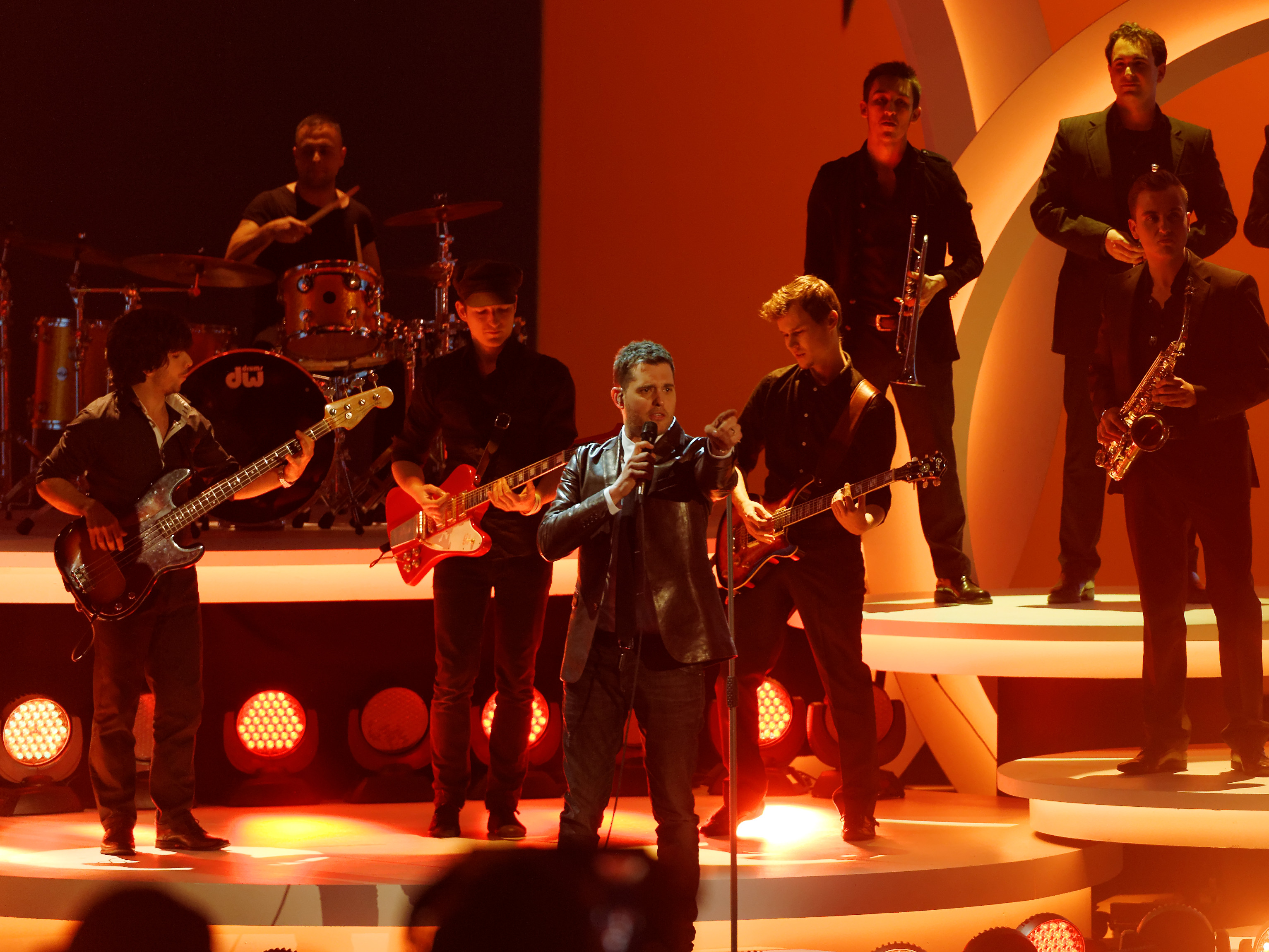
Bublé bei Wetten, dass..? in Wien (2013)

### To Be Loved(2013–2015)
Bublés achtes Album To Be Loved erschien im April 2013. Bereits im Februar hatte er die Lead-Single It’s a Beautiful Day veröffentlicht. Das Album enthält 14 Titel; auf der Deluxe-Edition gibt es drei Bonustracks zusätzlich. Das Album belegte in den Billboard 200 direkt Platz eins, was Bublé vier aufeinanderfolgende Nummer-eins-Alben in den US-amerikanischen Charts bescherte. In Österreich, der Schweiz und Großbritannien erreichte To Be Loved ebenfalls sofort Platz eins. 2014 veröffentlichte er das Album erneut, mit zwei Liedern der ursprünglichen Deluxe-Version (Be My Baby und It’s a Beautiful Day in einer Swing-Version) sowie My Melancholy Baby. Mit diesem Album gewann Bublé seinen vierten Grammy in der Kategorie Best Traditional Pop Vocal Album.

### Nobody But Me(ab 2015)
Bublés Arbeit an seinem neunten Studioalbum dauerte länger als geplant, da er sich Anfang 2016 einer Stimmband-OP unterziehen musste, was im Anschluss eine mehrwöchige Pause verlangte. Das am 21. Oktober 2016 erschienene Album trägt den Titel Nobody But Me. Die gleichnamige Lead-Single, bei der mit Black Thought von The Roots erstmals ein Rapper mitarbeitete, erschien ohne Vorankündigung am 19. August 2016. Eine Woche später brachte Bublé By Invitation auf den Markt, sein erstes Damenparfüm, das er in einem Live-Chat auf Facebook präsentierte. Zugleich kündigte er eine Tournee für das Jahr 2017 an.
Im Oktober 2018 gab Bublé in einem Interview mit der britischen Daily Mail bekannt, seine Karriere beenden zu wollen. Das Album Love, das er für den November 2018 ankündigte, sollte seine letzte Veröffentlichung sein. Dies stellte sich wenige Tage später als Falschmeldung heraus. Bublé wollte lediglich einen Witz machen, der vom Reporter der Boulevardzeitung nicht als solcher gekennzeichnet wurde.

### Arbeit bei Filmprojekten
Bublé spielte in dem 2001 erschienenen Film Totally Blonde mit Krista Allen und Maeve Quinlan einen Clubbesitzer namens Van. Er trat dabei oft als Sänger in Erscheinung. Diese Songs wurden später, nachdem er bekannter geworden war, ohne sein Einverständnis auf dem Album Totally Bublé veröffentlicht. Des Weiteren ist er in den Akte-X-Folgen Der Feind (2 Teile) zu sehen.
Bublé war an den Soundtracks zu Ein Chef zum Verlieben (2002) (mit Come Fly with Me), Down with Love – Zum Teufel mit der Liebe! (mit Down with Love, For Once in My Life und Kissing a Fool) und Big Wedding (mit Save the Last Dance for Me) beteiligt.

## Privatleben
Bublé ist Doppelstaatsbürger: Neben der kanadischen besitzt er seit 2005 auch die italienische Staatsbürgerschaft. Seit Dezember 2008 ist er Mitbesitzer der Vancouver Giants.
Er war mit der britischen Schauspielkollegin Emily Blunt liiert, die er bei einem seiner Konzerte kennengelernt hatte. Die Beziehung zerbrach im Juli 2008. Im April 2011 heiratete er in Buenos Aires das argentinische Model Luisana Lopilato.
Im August 2013 kam in Vancouver der erste Sohn des Paares zur Welt, im Januar 2016 folgte ein zweiter Sohn. Im November 2016 teilten Bublé und Lopilato mit, sie würden beruflich vorläufig kürzertreten, um sich um ihren an Krebs erkrankten Sohn zu kümmern; im Februar 2017 berichteten sie, dass die Behandlung gut anschlage. Ende Juli 2018 bekam das Paar eine Tochter. Im August 2022 kam eine zweite Tochter zur Welt. Die Familie lebt abwechselnd in Buenos Aires und Vancouver.

## Diskografie
Studioalben

| Jahr | Titel Musiklabel                                                      | Höchstplatzierung, Gesamtwochen, AuszeichnungChartplatzierungen (Jahr, Titel, Musiklabel, Platzierungen, Wochen, Auszeichnungen, Anmerkungen) | Höchstplatzierung, Gesamtwochen, AuszeichnungChartplatzierungen (Jahr, Titel, Musiklabel, Platzierungen, Wochen, Auszeichnungen, Anmerkungen) | Höchstplatzierung, Gesamtwochen, AuszeichnungChartplatzierungen (Jahr, Titel, Musiklabel, Platzierungen, Wochen, Auszeichnungen, Anmerkungen) | Höchstplatzierung, Gesamtwochen, AuszeichnungChartplatzierungen (Jahr, Titel, Musiklabel, Platzierungen, Wochen, Auszeichnungen, Anmerkungen) | Höchstplatzierung, Gesamtwochen, AuszeichnungChartplatzierungen (Jahr, Titel, Musiklabel, Platzierungen, Wochen, Auszeichnungen, Anmerkungen) | Höchstplatzierung, Gesamtwochen, AuszeichnungChartplatzierungen (Jahr, Titel, Musiklabel, Platzierungen, Wochen, Auszeichnungen, Anmerkungen) | Höchstplatzierung, Gesamtwochen, AuszeichnungChartplatzierungen (Jahr, Titel, Musiklabel, Platzierungen, Wochen, Auszeichnungen, Anmerkungen) | Anmerkungen                                                  |
| Jahr | Titel Musiklabel                                                      | DE | AT | CH | UK | US | IT | CA | Anmerkungen                                                  |
| ---- | --------------------------------------------------------------------- | --- | --- | --- | --- | --- | --- | --- | ------------------------------------------------------------ |
| 2001 | BaBalu Big Shtick Entertainment (BSE)                                 | — | — | — | — | — | — | — | Erstveröffentlichung: 2001                                   |
| 2002 | Dream Silver Lining Management (SLM)                                  | — | — | — | — | — | — | — | Erstveröffentlichung: Juni 2002                              |
| 2003 | Michael Bublé auch bekannt als: Edition de Nöel Reprise Records (WMG) | DE49 Gold · (2 Wo.)DE | — | CH53 (11 Wo.)CH | UK6 ×2Doppelplatin · (39 Wo.)UK | US47 Platin · (88 Wo.)US | IT2 ×4Vierfachplatin · (108 Wo.)IT | CA— ×4VierfachplatinCA | Erstveröffentlichung: 11. Februar 2003 Verkäufe: + 3.535.000 |
| 2005 | It’s Time Reprise Records (WMG)                                       | DE2 ×2Doppelplatin · (55 Wo.)DE | AT3 Gold · (30 Wo.)AT | CH7 Platin · (45 Wo.)CH | UK4 ×2Doppelplatin · (76 Wo.)UK | US7 ×3Dreifachplatin · (143 Wo.)US | IT1 ×4Vierfachplatin · (96 Wo.)IT | CA— ×6SechsfachplatinCA | Erstveröffentlichung: 4. Februar 2005 Verkäufe: + 5.987.000  |
| 2007 | Call Me Irresponsible Reprise Records (WMG)                           | DE1 Platin · (43 Wo.)DE | AT2 Gold · (29 Wo.)AT | CH3 Platin · (40 Wo.)CH | UK2 ×3Platin (Standard) + Dreifachplatin (Special-Edition) · (150 Wo.)UK                                                                      | US1 Platin · (113 Wo.)US | IT1 ×4Vierfachplatin · (68 Wo.)IT | CA— ×4VierfachplatinCA | Erstveröffentlichung: 27. April 2007 Verkäufe: + 3.765.000   |
| 2009 | Crazy Love Reprise Records (WMG)                                      | DE5 Platin · (36 Wo.)DE | AT8 (11 Wo.)AT | CH4 Gold · (32 Wo.)CH | UK1 ×10Zehnfachplatin · (180 Wo.)UK | US1 ×2Doppelplatin · (83 Wo.)US | IT1 ×3Dreifachplatin · (68 Wo.)IT | CA— ×4VierfachplatinCA | Erstveröffentlichung: 6. Oktober 2009 Verkäufe: + 6.841.000  |
| 2013 | To Be Loved Reprise Records (WMG)                                     | DE2 Gold · (33 Wo.)DE | AT1 Gold · (49 Wo.)AT | CH1 Gold · (37 Wo.)CH | UK1 ×2Doppelplatin · (76 Wo.)UK | US1 Platin · (45 Wo.)US | IT3 Gold · (38 Wo.)IT | CA1 ×2Doppelplatin · (… Wo.)CA | Erstveröffentlichung: 12. April 2013 Verkäufe: + 2.400.000   |
| 2016 | Nobody but Me Reprise Records (WMG)                                   | DE4 (14 Wo.)DE | AT3 (14 Wo.)AT | CH5 (15 Wo.)CH | UK2 Platin · (21 Wo.)UK | US2 (11 Wo.)US | IT6 (11 Wo.)IT | CA2 Platin · (11 Wo.)CA | Erstveröffentlichung: 21. Oktober 2016 Verkäufe: + 434.500   |
| 2018 | Love Reprise Records (WMG)                                            | DE6 (13 Wo.)DE | AT2 Gold · (9 Wo.)AT | CH3 (9 Wo.)CH | UK1 Platin · (15 Wo.)UK | US2 (15 Wo.)US | IT5 Gold · (9 Wo.)IT | CA1 Platin · (15 Wo.)CA | Erstveröffentlichung: 16. November 2018 Verkäufe: + 450.000  |
| 2022 | Higher Reprise Records (WMG)                                          | DE7 (8 Wo.)DE | AT5 (9 Wo.)AT | CH9 (9 Wo.)CH | UK1 (4 Wo.)UK | US12 (2 Wo.)US | IT43 (1 Wo.)IT | CA1 (13 Wo.)CA | Erstveröffentlichung: 25. März 2022                          |

## Filmografie (Auswahl)
- 1996: Akte X – Die unheimlichen Fälle des FBI (The X-Files, Fernsehserie, zwei Folgen)
- 2000: Traumpaare (Duets)
- 2001: Total blond (Totally Blonde)
- 2003: The Snow Walker – Wettlauf mit dem Tod (The Snow Walker)

## Auszeichnungen
Juno Awards
- 2008: Fan Choice Award
- 2010: Fan Choice Award
- 2012: „Album of the Year“ für Christmas
- 2015: Fan Choice Award
- 2018: „Adult Contemporary Album of the Year“ für Nobody But Me
- 2019: „Adult Contemporary Album of the Year“ für Love

Grammy
- 2008: „Best Traditional Pop Vocal Album“ für Call Me Irresponsible
- 2010: „Best Traditional Pop Vocal Album“ für Michael Bublé Meets Madison Square Garden
- 2011: „Best Traditional Pop Vocal Album“ für Crazy Love
- 2014: „Best Traditional Pop Vocal Album“ für To Be Loved
- 2023: „Best Traditional Pop Vocal Album“ für Higher

Echo Pop
- 2006: „Beste Jazzproduktion des Jahres“ für It’s Time

Canadian Smooth Jazz Award (Kanada)
- 2006: „Best male vocalist“, „Best original composition“ für Home, „Best Album“ für It’s Time

Canadian Radio Music Awards (Kanada)
- 2006: Bester Solokünstler, Bester Songschreiber für Home

Sonstiges
- 2018: Stern auf dem Hollywood Walk of Fame[13]